# Cristina Sossi
Cristina Sossi (Mantova, 21 maggio 1971) è un'ex nuotatrice italiana.

## Carriera
Stileliberista specializzata nelle distanze più lunghe della disciplina, nel biennio 1988-1989 è salita più volte sul podio ai campionati italiani nei 400 e 800 m ed è stata convocata per i campionati europei di Bonn dell'agosto 1989 dove ha sfiorato il podio negli 800 m arrivando a 33 centesimi da Irene Dalby e stabilendo il primato italiano nella distanza fino al 24 luglio 2007 quando il suo primato è stato battuto da Alessia Filippi (8'28"73) ai Campionati italiani assoluti di Pesaro.
Nei 1500 m è stata primatista italiana per sedici anni, dal 18 giugno 1989 quando a Terni ha segnato 16'30"21 al 26 giugno 2005, quando il primato è stato battuto da Elisa Pasini ai XV Giochi del Mediterraneo di Almería.
Nel 1991 ha vinto i titoli italiani dei 400 e degli 800 m ai campionati primaverili e agli estivi e si è guadagnata due viaggi ad Atene: il primo a luglio per i Giochi del Mediterraneo dove ha vinto a medaglia d'oro in entrambe le distanze battendo Tanya Vannini nei 400 m e Manuela Melchiorri negli 800 m; il secondo ad agosto per partecipare ai campionati europei in cui ha vinto due medaglie di bronzo sempre nei 400 m (superata per l'argento da Beatrice Coada di due centesimi) e negli 800 m; è stata anche finalista con la 4×200 m, quarta con Tanya Vannini, Cecilia Vianini e Manuela Melchiorri.
Convocata in nazionale per partecipare ai Giochi olimpici di Barcellona, ha abbandonato gli allenamenti e si è ritirata a sole due settimane dai giochi.
Nel 2004 ha partecipato ai Campionati mondiali di nuoto masters di Riccione, vincendo le gare dei 400 e degli 800 metri stile libero nella categoria 30-35 anni.

## Palmarès
| Campionati europei       | 400 m st. libero | 800 m st. libero | 4×200 m st. libero             |
| 1989 Bonn Germania Ovest | ---              | 4ª 8'28"92       | ---                            |
| 1991 Atene Grecia        | Bronzo 4'12"35   | Bronzo 8'33"79   | 4ª - 8'19"46 frazione: 2'04"35 |
| Giochi del Mediterraneo  | 400 m st. libero | 800 m st. libero | 4×200 m stile libero           |
| 1991 Atene Grecia        | Oro 4'15"10      | Oro 8'37"09      | ---                            |

### Coppa del Mondo
- Vincitrice della Coppa del Mondo delle distanze lunghe sl nel 1991 e nel 1992

### Campionati italiani
4 titoli individuali, così ripartiti:
- 2 nei 400 m stile libero
- 2 negli 800 m stile libero

| Anno | Edizione    | st.libero 200 m | st.libero 400 m | st.libero 800 m | st.libero 4×200 m |
| ---- | ----------- | --------------- | --------------- | --------------- | ----------------- |
| 1988 | Estivi      | -               | -               | 3               | -                 |
| 1989 | Primaverili | -               | 3               | 2               | -                 |
| 1989 | Estivi      | -               | 3               | 2               | -                 |
| 1990 | Primaverili | -               | 3               | 2               | -                 |
| 1991 | Primaverili | 2               | 1               | 1               | -                 |
| 1991 | Estivi      | 2               | 1               | 1               | -                 |
| 1996 | Primaverili | -               | -               | -               | 3                 |

### Nuoto master
Ha partecipato ai campionati mondiali di nuoto masters con questi risultati:
- Nel 2004 a Riccione,  Italia, categoria "M30"

400 m stile libero:  oro, 4'39"56
800 m stile libero:  oro, 9'25"74